# Liste der Naturdenkmale in Baden-Württemberg
In der Liste der Naturdenkmale in Baden-Württemberg sind die Naturdenkmale in Baden-Württemberg aufgelistet.
Es gibt in Baden-Württemberg je nach Zählweise rund 14.600 Naturdenkmale (ND). Davon sind rund 42 % flächenhafte Naturdenkmale (FND). Der verbleibende Anteil sind Einzelgebilde-Naturdenkmale (END).
Die Anzahl insbesondere der flächenhaften Naturdenkmale ist regional sehr unterschiedlich. Im Regierungsbezirk Stuttgart sind über 4.000 flächenhafte Naturdenkmale ausgewiesen und damit fast drei Viertel aller Schutzgebiete dieses Typs in Baden-Württemberg. Der Regierungsbezirk Karlsruhe hat mit weniger als 300 flächenhaften Naturdenkmalen den geringsten Anteil.
|                            | Anzahl END | Anzahl FND | Gesamtfläche FND (ha) | Flächenanteil FND (%) |
| -------------------------- | ---------- | ---------- | --------------------- | --------------------- |
| Regierungsbezirk Stuttgart | 0.2.683    | 0.4.119    | 3.967,5               | 0,38                  |
| Regierungsbezirk Karlsruhe | 0.1.665    | 0.281      | 493,1                 | 0,07                  |
| Regierungsbezirk Freiburg  | 0.1.715    | 0.437      | 598,0                 | 0,06                  |
| Regierungsbezirk Tübingen  | 0.2.276    | 0.1.219    | 1.351,0               | 0,15                  |
| Baden-Württemberg, gesamt  | 8.339      | 6.056      | 6.477,6               | 0,18                  |

## Aufteilung
Wegen der großen Anzahl von Naturdenkmalen in Baden-Württemberg ist diese Liste in Teillisten für jede/s der 1103 Städte, Gemeinden und gemeindefreie Gebiete (Stand: 1. Januar 2009) aufgeteilt.
In der folgenden, nach Regierungsbezirken sortierten Liste sind zunächst die Stadtkreise aufgeführt, gefolgt von den Übersichten der Naturdenkmallisten-Listen der Landkreise, die durch einen Klick auf „Ausklappen“ geöffnet werden können.
Dieser nach Verwaltungseinheiten gegliederten Übersicht folgt eine alphabetisch nach Gemeinden sortierte Auflistung der Denkmallisten aller Städte und Gemeinden.

### Regierungsbezirk Freiburg

#### Kreisfreie Städte
- Liste der Naturdenkmale in Freiburg im Breisgau

### Regierungsbezirk Karlsruhe

#### Kreisfreie Städte
- Liste der Naturdenkmale in Baden-Baden
- Liste der Naturdenkmale in Heidelberg
- Liste der Naturdenkmale in Karlsruhe
- Liste der Naturdenkmale in Mannheim
- Liste der Naturdenkmale in Pforzheim

### Regierungsbezirk Stuttgart

#### Kreisfreie Städte
- Liste der Naturdenkmale in Stuttgart
- Liste der Naturdenkmale in Heilbronn

### Regierungsbezirk Tübingen

#### Kreisfreie Städte
- Liste der Naturdenkmale in Ulm

### Städte und Gemeinden (alphabetisch sortiert)
Anmerkung: Städte sind fett dargestellt.

#### A
| - Liste der Naturdenkmale in Aach - Liste der Naturdenkmale in Aalen - Liste der Naturdenkmale in Abstatt - Liste der Naturdenkmale in Abtsgmünd - Liste der Naturdenkmale in Achberg - Liste der Naturdenkmale in Achern - Liste der Naturdenkmale in Achstetten - Liste der Naturdenkmale in Adelberg - Liste der Naturdenkmale in Adelmannsfelden - Liste der Naturdenkmale in Adelsheim - Liste der Naturdenkmale in Affalterbach - Liste der Naturdenkmale in Aglasterhausen - Liste der Naturdenkmale in Ahorn - Liste der Naturdenkmale in Aichelberg - Liste der Naturdenkmale in Aichhalden - Liste der Naturdenkmale in Aichstetten - Liste der Naturdenkmale in Aichtal - Liste der Naturdenkmale in Aichwald - Liste der Naturdenkmale in Aidlingen - Liste der Naturdenkmale in Aitern - Liste der Naturdenkmale in Aitrach - Liste der Naturdenkmale in Albbruck - Liste der Naturdenkmale in Albershausen - Liste der Naturdenkmale in Albstadt - Liste der Naturdenkmale in Aldingen - Liste der Naturdenkmale in Alfdorf - Liste der Naturdenkmale in Allensbach - Liste der Naturdenkmale in Alleshausen - Liste der Naturdenkmale in Allmannsweiler - Liste der Naturdenkmale in Allmendingen - Liste der Naturdenkmale in Allmersbach im Tal | - Liste der Naturdenkmale in Alpirsbach - Liste der Naturdenkmale in Altbach - Liste der Naturdenkmale in Altdorf (Lkr. Böblingen) - Liste der Naturdenkmale in Altdorf (Lkr. Esslingen) - Liste der Naturdenkmale in Altenriet - Liste der Naturdenkmale in Altensteig - Liste der Naturdenkmale in Altheim (Alb) - Liste der Naturdenkmale in Altheim (Alb-Donau-Kreis) - Liste der Naturdenkmale in Altheim (Lkr. Biberach) - Liste der Naturdenkmale in Althengstett - Liste der Naturdenkmale in Althütte - Liste der Naturdenkmale in Altlußheim - Liste der Naturdenkmale in Altshausen - Liste der Naturdenkmale in Ammerbuch - Liste der Naturdenkmale in Amstetten - Liste der Naturdenkmale in Amtzell - Liste der Naturdenkmale in Angelbachtal - Liste der Naturdenkmale in Appenweier - Liste der Naturdenkmale in Argenbühl - Liste der Naturdenkmale in Aspach - Liste der Naturdenkmale in Asperg - Liste der Naturdenkmale in Assamstadt - Liste der Naturdenkmale in Asselfingen - Liste der Naturdenkmale in Attenweiler - Liste der Naturdenkmale in Au (Breisgau) - Liste der Naturdenkmale in Au am Rhein - Liste der Naturdenkmale in Auenwald - Liste der Naturdenkmale in Auggen - Liste der Naturdenkmale in Aulendorf |

#### B
| - Liste der Naturdenkmale in Backnang - Liste der Naturdenkmale in Bad Bellingen - Liste der Naturdenkmale in Bad Boll - Liste der Naturdenkmale in Bad Buchau - Liste der Naturdenkmale in Bad Ditzenbach - Liste der Naturdenkmale in Bad Dürrheim - Liste der Naturdenkmale in Baden-Baden - Liste der Naturdenkmale in Badenweiler - Liste der Naturdenkmale in Bad Friedrichshall - Liste der Naturdenkmale in Bad Herrenalb - Liste der Naturdenkmale in Bad Krozingen - Liste der Naturdenkmale in Bad Liebenzell - Liste der Naturdenkmale in Bad Mergentheim - Liste der Naturdenkmale in Bad Peterstal-Griesbach - Liste der Naturdenkmale in Bad Rappenau - Liste der Naturdenkmale in Bad Rippoldsau-Schapbach - Liste der Naturdenkmale in Bad Säckingen - Liste der Naturdenkmale in Bad Saulgau - Liste der Naturdenkmale in Bad Schönborn - Liste der Naturdenkmale in Bad Schussenried - Liste der Naturdenkmale in Bad Teinach-Zavelstein - Liste der Naturdenkmale in Bad Überkingen - Liste der Naturdenkmale in Bad Urach - Liste der Naturdenkmale in Bad Waldsee - Liste der Naturdenkmale in Bad Wildbad - Liste der Naturdenkmale in Bad Wimpfen - Liste der Naturdenkmale in Bad Wurzach - Liste der Naturdenkmale in Bahlingen am Kaiserstuhl - Liste der Naturdenkmale in Baienfurt - Liste der Naturdenkmale in Baiersbronn - Liste der Naturdenkmale in Baindt - Liste der Naturdenkmale in Balgheim - Liste der Naturdenkmale in Balingen - Liste der Naturdenkmale in Ballendorf - Liste der Naturdenkmale in Ballrechten-Dottingen - Liste der Naturdenkmale in Baltmannsweiler - Liste der Naturdenkmale in Balzheim - Liste der Naturdenkmale in Bammental - Liste der Naturdenkmale in Bärenthal - Liste der Naturdenkmale in Bartholomä - Liste der Naturdenkmale in Beilstein - Liste der Naturdenkmale in Beimerstetten - Liste der Naturdenkmale in Bempflingen - Liste der Naturdenkmale in Benningen am Neckar - Liste der Naturdenkmale in Berg - Liste der Naturdenkmale in Bergatreute - Liste der Naturdenkmale in Berghaupten - Liste der Naturdenkmale in Berghülen - Liste der Naturdenkmale in Berglen - Liste der Naturdenkmale in Berkheim - Liste der Naturdenkmale in Bermatingen - Liste der Naturdenkmale in Bernau im Schwarzwald - Liste der Naturdenkmale in Bernstadt - Liste der Naturdenkmale in Besigheim - Liste der Naturdenkmale in Betzenweiler - Liste der Naturdenkmale in Beuren - Liste der Naturdenkmale in Beuron - Liste der Naturdenkmale in Biberach (Baden) - Liste der Naturdenkmale in Biberach an der Riß - Liste der Naturdenkmale in Biederbach | - Liste der Naturdenkmale in Bietigheim (Baden) - Liste der Naturdenkmale in Bietigheim-Bissingen - Liste der Naturdenkmale in Billigheim - Liste der Naturdenkmale in Binau - Liste der Naturdenkmale in Bingen - Liste der Naturdenkmale in Binzen - Liste der Naturdenkmale in Birenbach - Liste der Naturdenkmale in Birkenfeld - Liste der Naturdenkmale in Bischweier - Liste der Naturdenkmale in Bisingen - Liste der Naturdenkmale in Bissingen an der Teck - Liste der Naturdenkmale in Bitz - Liste der Naturdenkmale in Blaubeuren - Liste der Naturdenkmale in Blaufelden - Liste der Naturdenkmale in Blaustein - Liste der Naturdenkmale in Blumberg - Liste der Naturdenkmale in Böbingen an der Rems - Liste der Naturdenkmale in Böblingen - Liste der Naturdenkmale in Bodelshausen - Liste der Naturdenkmale in Bodman-Ludwigshafen - Liste der Naturdenkmale in Bodnegg - Liste der Naturdenkmale in Böhmenkirch - Liste der Naturdenkmale in Böllen - Liste der Naturdenkmale in Bollschweil - Liste der Naturdenkmale in Boms - Liste der Naturdenkmale in Bondorf - Liste der Naturdenkmale in Bonndorf im Schwarzwald - Liste der Naturdenkmale in Bönnigheim - Liste der Naturdenkmale in Bopfingen - Liste der Naturdenkmale in Börslingen - Liste der Naturdenkmale in Börtlingen - Liste der Naturdenkmale in Bösingen - Liste der Naturdenkmale in Böttingen - Liste der Naturdenkmale in Bötzingen - Liste der Naturdenkmale in Boxberg - Liste der Naturdenkmale in Brackenheim - Liste der Naturdenkmale in Bräunlingen - Liste der Naturdenkmale in Braunsbach - Liste der Naturdenkmale in Breisach am Rhein - Liste der Naturdenkmale in Breitingen - Liste der Naturdenkmale in Breitnau - Liste der Naturdenkmale in Bretten - Liste der Naturdenkmale in Bretzfeld - Liste der Naturdenkmale in Brigachtal - Liste der Naturdenkmale in Bruchsal - Liste der Naturdenkmale in Brühl - Liste der Naturdenkmale in Bubsheim - Liste der Naturdenkmale in Buchen (Odenwald) - Liste der Naturdenkmale in Buchenbach - Liste der Naturdenkmale in Buchheim - Liste der Naturdenkmale in Buggingen - Liste der Naturdenkmale in Bühl - Liste der Naturdenkmale in Bühlertal - Liste der Naturdenkmale in Bühlertann - Liste der Naturdenkmale in Bühlerzell - Liste der Naturdenkmale in Burgrieden - Liste der Naturdenkmale in Burgstetten - Liste der Naturdenkmale in Burladingen - Liste der Naturdenkmale in Büsingen am Hochrhein |

#### C
| - Liste der Naturdenkmale in Calw - Liste der Naturdenkmale in Cleebronn | - Liste der Naturdenkmale in Crailsheim - Liste der Naturdenkmale in Creglingen |

#### D
| - Liste der Naturdenkmale in Dachsberg (Südschwarzwald) - Liste der Naturdenkmale in Daisendorf - Liste der Naturdenkmale in Dauchingen - Liste der Naturdenkmale in Dautmergen - Liste der Naturdenkmale in Deckenpfronn - Liste der Naturdenkmale in Deggenhausertal - Liste der Naturdenkmale in Deggingen - Liste der Naturdenkmale in Deilingen - Liste der Naturdenkmale in Deißlingen - Liste der Naturdenkmale in Deizisau - Liste der Naturdenkmale in Denkendorf - Liste der Naturdenkmale in Denkingen - Liste der Naturdenkmale in Denzlingen - Liste der Naturdenkmale in Dettenhausen - Liste der Naturdenkmale in Dettenheim - Liste der Naturdenkmale in Dettighofen - Liste der Naturdenkmale in Dettingen an der Erms - Liste der Naturdenkmale in Dettingen an der Iller - Liste der Naturdenkmale in Dettingen unter Teck - Liste der Naturdenkmale in Dielheim - Liste der Naturdenkmale in Dietenheim - Liste der Naturdenkmale in Dietingen - Liste der Naturdenkmale in Dischingen | - Liste der Naturdenkmale in Ditzingen - Liste der Naturdenkmale in Dobel - Liste der Naturdenkmale in Dogern - Liste der Naturdenkmale in Donaueschingen - Liste der Naturdenkmale in Donzdorf - Liste der Naturdenkmale in Dormettingen - Liste der Naturdenkmale in Dornhan - Liste der Naturdenkmale in Dornstadt - Liste der Naturdenkmale in Dornstetten - Liste der Naturdenkmale in Dörzbach - Liste der Naturdenkmale in Dossenheim - Liste der Naturdenkmale in Dotternhausen - Liste der Naturdenkmale in Drackenstein - Liste der Naturdenkmale in Dunningen - Liste der Naturdenkmale in Durbach - Liste der Naturdenkmale in Dürbheim - Liste der Naturdenkmale in Durchhausen - Liste der Naturdenkmale in Durlangen - Liste der Naturdenkmale in Dürmentingen - Liste der Naturdenkmale in Durmersheim - Liste der Naturdenkmale in Dürnau (Lkr. Göppingen) - Liste der Naturdenkmale in Dürnau (Lkr. Biberach) - Liste der Naturdenkmale in Dußlingen |

#### E
| - Liste der Naturdenkmale in Ebenweiler - Liste der Naturdenkmale in Eberbach - Liste der Naturdenkmale in Eberdingen - Liste der Naturdenkmale in Eberhardzell - Liste der Naturdenkmale in Ebersbach an der Fils - Liste der Naturdenkmale in Ebersbach-Musbach - Liste der Naturdenkmale in Eberstadt - Liste der Naturdenkmale in Ebhausen - Liste der Naturdenkmale in Ebringen - Liste der Naturdenkmale in Edingen-Neckarhausen - Liste der Naturdenkmale in Efringen-Kirchen - Liste der Naturdenkmale in Egenhausen - Liste der Naturdenkmale in Egesheim - Liste der Naturdenkmale in Eggenstein-Leopoldshafen - Liste der Naturdenkmale in Eggingen - Liste der Naturdenkmale in Ehingen (Donau) - Liste der Naturdenkmale in Ehningen - Liste der Naturdenkmale in Ehrenkirchen - Liste der Naturdenkmale in Eichstegen - Liste der Naturdenkmale in Eichstetten am Kaiserstuhl - Liste der Naturdenkmale in Eigeltingen - Liste der Naturdenkmale in Eimeldingen - Liste der Naturdenkmale in Eisenbach (Hochschwarzwald) - Liste der Naturdenkmale in Eisingen - Liste der Naturdenkmale in Eislingen/Fils - Liste der Naturdenkmale in Elchesheim-Illingen - Liste der Naturdenkmale in Ellenberg - Liste der Naturdenkmale in Ellhofen - Liste der Naturdenkmale in Ellwangen (Jagst) - Liste der Naturdenkmale in Elzach - Liste der Naturdenkmale in Elztal - Liste der Naturdenkmale in Emeringen - Liste der Naturdenkmale in Emerkingen | - Liste der Naturdenkmale in Emmendingen - Liste der Naturdenkmale in Emmingen-Liptingen - Liste der Naturdenkmale in Empfingen - Liste der Naturdenkmale in Endingen am Kaiserstuhl - Liste der Naturdenkmale in Engelsbrand - Liste der Naturdenkmale in Engen - Liste der Naturdenkmale in Engstingen - Liste der Naturdenkmale in Eningen unter Achalm - Liste der Naturdenkmale in Enzklösterle - Liste der Naturdenkmale in Epfenbach - Liste der Naturdenkmale in Epfendorf - Liste der Naturdenkmale in Eppelheim - Liste der Naturdenkmale in Eppingen - Liste der Naturdenkmale in Erbach - Liste der Naturdenkmale in Erdmannhausen - Liste der Naturdenkmale in Eriskirch - Liste der Naturdenkmale in Erkenbrechtsweiler - Liste der Naturdenkmale in Erlenbach - Liste der Naturdenkmale in Erlenmoos - Liste der Naturdenkmale in Erligheim - Liste der Naturdenkmale in Erolzheim - Liste der Naturdenkmale in Ertingen - Liste der Naturdenkmale in Eschach - Liste der Naturdenkmale in Eschbach - Liste der Naturdenkmale in Eschbronn - Liste der Naturdenkmale in Eschelbronn - Liste der Naturdenkmale in Eschenbach - Liste der Naturdenkmale in Essingen - Liste der Naturdenkmale in Esslingen am Neckar - Liste der Naturdenkmale in Ettenheim - Liste der Naturdenkmale in Ettlingen - Liste der Naturdenkmale in Eutingen im Gäu |

#### F
| - Liste der Naturdenkmale in Fahrenbach - Liste der Naturdenkmale in Feldberg (Schwarzwald) - Liste der Naturdenkmale in Fellbach - Liste der Naturdenkmale in Fichtenau - Liste der Naturdenkmale in Fichtenberg - Liste der Naturdenkmale in Filderstadt - Liste der Naturdenkmale in Fischerbach - Liste der Naturdenkmale in Fischingen - Liste der Naturdenkmale in Flein - Liste der Naturdenkmale in Fleischwangen - Liste der Naturdenkmale in Fluorn-Winzeln - Liste der Naturdenkmale in Forbach - Liste der Naturdenkmale in Forchheim - Liste der Naturdenkmale in Forchtenberg - Liste der Naturdenkmale in Forst - Liste der Naturdenkmale in Frankenhardt - Liste der Naturdenkmale in Freiamt | - Liste der Naturdenkmale in Freiberg am Neckar - Liste der Naturdenkmale in Freiburg im Breisgau - Liste der Naturdenkmale in Freudenberg - Liste der Naturdenkmale in Freudenstadt - Liste der Naturdenkmale in Freudental - Liste der Naturdenkmale in Frickenhausen - Liste der Naturdenkmale in Frickingen - Liste der Naturdenkmale in Fridingen an der Donau - Liste der Naturdenkmale in Friedenweiler - Liste der Naturdenkmale in Friedrichshafen - Liste der Naturdenkmale in Friesenheim - Liste der Naturdenkmale in Friolzheim - Liste der Naturdenkmale in Frittlingen - Liste der Naturdenkmale in Fröhnd - Liste der Naturdenkmale in Fronreute - Liste der Naturdenkmale in Furtwangen im Schwarzwald |

#### G
| - Liste der Naturdenkmale in Gaggenau - Liste der Naturdenkmale in Gaiberg - Liste der Naturdenkmale in Gaienhofen - Liste der Naturdenkmale in Gaildorf - Liste der Naturdenkmale in Gailingen am Hochrhein - Liste der Naturdenkmale in Gammelshausen - Liste der Naturdenkmale in Gammertingen - Liste der Naturdenkmale in Gärtringen - Liste der Naturdenkmale in Gäufelden - Liste der Naturdenkmale in Gechingen - Liste der Naturdenkmale in Geisingen - Liste der Naturdenkmale in Geislingen (b. Balingen) - Liste der Naturdenkmale in Geislingen an der Steige - Liste der Naturdenkmale in Gemmingen - Liste der Naturdenkmale in Gemmrigheim - Liste der Naturdenkmale in Gengenbach - Liste der Naturdenkmale in Gerabronn - Liste der Naturdenkmale in Gerlingen - Liste der Naturdenkmale in Gernsbach - Liste der Naturdenkmale in Gerstetten - Liste der Naturdenkmale in Giengen an der Brenz - Liste der Naturdenkmale in Gingen an der Fils - Liste der Naturdenkmale in Glatten - Liste der Naturdenkmale in Glottertal - Liste der Naturdenkmale in Göggingen - Liste der Naturdenkmale in Gomadingen - Liste der Naturdenkmale in Gomaringen - Liste der Naturdenkmale in Gondelsheim - Liste der Naturdenkmale in Göppingen - Liste der Naturdenkmale in Görwihl | - Liste der Naturdenkmale in Gosheim - Liste der Naturdenkmale in Gottenheim - Liste der Naturdenkmale in Gottmadingen - Liste der Naturdenkmale in Graben-Neudorf - Liste der Naturdenkmale in Grabenstetten - Liste der Naturdenkmale in Grafenau - Liste der Naturdenkmale in Grafenberg - Liste der Naturdenkmale in Grafenhausen - Liste der Naturdenkmale in Grenzach-Wyhlen - Liste der Naturdenkmale in Griesingen - Liste der Naturdenkmale in Grömbach - Liste der Naturdenkmale in Großbettlingen - Liste der Naturdenkmale in Großbottwar - Liste der Naturdenkmale in Grosselfingen - Liste der Naturdenkmale in Großerlach - Liste der Naturdenkmale in Großrinderfeld - Liste der Naturdenkmale in Gruibingen - Liste der Naturdenkmale in Grundsheim - Liste der Naturdenkmale in Grünkraut - Liste der Naturdenkmale in Grünsfeld - Liste der Naturdenkmale in Gschwend - Liste der Naturdenkmale in Guggenhausen - Liste der Naturdenkmale in Güglingen - Liste der Naturdenkmale in Gundelfingen - Liste der Naturdenkmale in Gundelsheim - Liste der Naturdenkmale in Gunningen - Liste der Naturdenkmale in Gutach im Breisgau - Liste der Naturdenkmale in Gutach (Schwarzwaldbahn) - Liste der Naturdenkmale in Gütenbach - Liste der Naturdenkmale in Gutenzell-Hürbel |

#### H
| - Liste der Naturdenkmale in Häg-Ehrsberg - Liste der Naturdenkmale in Hagnau am Bodensee - Liste der Naturdenkmale in Haigerloch - Liste der Naturdenkmale in Haiterbach - Liste der Naturdenkmale in Hambrücken - Liste der Naturdenkmale in Hardheim - Liste der Naturdenkmale in Hardt - Liste der Naturdenkmale in Hardthausen am Kocher - Liste der Naturdenkmale in Hartheim am Rhein - Liste der Naturdenkmale in Hasel - Liste der Naturdenkmale in Haslach im Kinzigtal - Liste der Naturdenkmale in Haßmersheim - Liste der Naturdenkmale in Hattenhofen - Liste der Naturdenkmale in Hausach - Liste der Naturdenkmale in Hausen am Bussen - Liste der Naturdenkmale in Hausen am Tann - Liste der Naturdenkmale in Hausen im Wiesental - Liste der Naturdenkmale in Hausen ob Verena - Liste der Naturdenkmale in Häusern - Liste der Naturdenkmale in Hayingen - Liste der Naturdenkmale in Hechingen - Liste der Naturdenkmale in Heddesbach - Liste der Naturdenkmale in Heddesheim - Liste der Naturdenkmale in Heidelberg - Liste der Naturdenkmale in Heidenheim an der Brenz - Liste der Naturdenkmale in Heilbronn - Liste der Naturdenkmale in Heiligenberg - Liste der Naturdenkmale in Heiligkreuzsteinach - Liste der Naturdenkmale in Heimsheim - Liste der Naturdenkmale in Heiningen - Liste der Naturdenkmale in Heitersheim - Liste der Naturdenkmale in Helmstadt-Bargen - Liste der Naturdenkmale in Hemmingen - Liste der Naturdenkmale in Hemsbach - Liste der Naturdenkmale in Herbertingen - Liste der Naturdenkmale in Herbolzheim - Liste der Naturdenkmale in Herbrechtingen - Liste der Naturdenkmale in Herdwangen-Schönach - Liste der Naturdenkmale in Hermaringen - Liste der Naturdenkmale in Heroldstatt | - Liste der Naturdenkmale in Herrenberg - Liste der Naturdenkmale in Herrischried - Liste der Naturdenkmale in Hessigheim - Liste der Naturdenkmale in Hettingen - Liste der Naturdenkmale in Heubach - Liste der Naturdenkmale in Heuchlingen - Liste der Naturdenkmale in Heuweiler - Liste der Naturdenkmale in Hildrizhausen - Liste der Naturdenkmale in Hilzingen - Liste der Naturdenkmale in Hinterzarten - Liste der Naturdenkmale in Hirrlingen - Liste der Naturdenkmale in Hirschberg an der Bergstraße - Liste der Naturdenkmale in Hochdorf (Lkr. Esslingen) - Liste der Naturdenkmale in Hochdorf (Lkr. Biberach) - Liste der Naturdenkmale in Höchenschwand - Liste der Naturdenkmale in Hockenheim - Liste der Naturdenkmale in Höfen an der Enz - Liste der Naturdenkmale in Hofstetten - Liste der Naturdenkmale in Hohberg - Liste der Naturdenkmale in Hohenfels - Liste der Naturdenkmale in Hohenstadt - Liste der Naturdenkmale in Hohenstein - Liste der Naturdenkmale in Hohentengen - Liste der Naturdenkmale in Hohentengen am Hochrhein - Liste der Naturdenkmale in Holzgerlingen - Liste der Naturdenkmale in Holzkirch - Liste der Naturdenkmale in Holzmaden - Liste der Naturdenkmale in Höpfingen - Liste der Naturdenkmale in Horb am Neckar - Liste der Naturdenkmale in Horben - Liste der Naturdenkmale in Horgenzell - Liste der Naturdenkmale in Hornberg - Liste der Naturdenkmale in Hoßkirch - Liste der Naturdenkmale in Hüffenhardt - Liste der Naturdenkmale in Hüfingen - Liste der Naturdenkmale in Hügelsheim - Liste der Naturdenkmale in Hülben - Liste der Naturdenkmale in Hüttisheim - Liste der Naturdenkmale in Hüttlingen |

#### I
| - Liste der Naturdenkmale in Ibach - Liste der Naturdenkmale in Iffezheim - Liste der Naturdenkmale in Igersheim - Liste der Naturdenkmale in Iggingen - Liste der Naturdenkmale in Ihringen - Liste der Naturdenkmale in Illerkirchberg - Liste der Naturdenkmale in Illerrieden - Liste der Naturdenkmale in Illingen - Liste der Naturdenkmale in Illmensee - Liste der Naturdenkmale in Ilsfeld - Liste der Naturdenkmale in Ilshofen - Liste der Naturdenkmale in Ilvesheim | - Liste der Naturdenkmale in Immendingen - Liste der Naturdenkmale in Immenstaad am Bodensee - Liste der Naturdenkmale in Ingelfingen - Liste der Naturdenkmale in Ingersheim - Liste der Naturdenkmale in Ingoldingen - Liste der Naturdenkmale in Inzigkofen - Liste der Naturdenkmale in Inzlingen - Liste der Naturdenkmale in Irndorf - Liste der Naturdenkmale in Isny im Allgäu - Liste der Naturdenkmale in Ispringen - Liste der Naturdenkmale in Ittlingen |

#### J
| - Liste der Naturdenkmale in Jagsthausen - Liste der Naturdenkmale in Jagstzell - Liste der Naturdenkmale in Jestetten | - Liste der Naturdenkmale in Jettingen - Liste der Naturdenkmale in Jungingen |

#### K
| - Liste der Naturdenkmale in Kaisersbach - Liste der Naturdenkmale in Kämpfelbach - Liste der Naturdenkmale in Kandern - Liste der Naturdenkmale in Kanzach - Liste der Naturdenkmale in Kappel-Grafenhausen - Liste der Naturdenkmale in Kappelrodeck - Liste der Naturdenkmale in Karlsbad - Liste der Naturdenkmale in Karlsdorf-Neuthard - Liste der Naturdenkmale in Karlsruhe - Liste der Naturdenkmale in Kehl - Liste der Naturdenkmale in Keltern - Liste der Naturdenkmale in Kenzingen - Liste der Naturdenkmale in Kernen im Remstal - Liste der Naturdenkmale in Ketsch - Liste der Naturdenkmale in Kieselbronn - Liste der Naturdenkmale in Kippenheim - Liste der Naturdenkmale in Kirchardt - Liste der Naturdenkmale in Kirchberg an der Iller - Liste der Naturdenkmale in Kirchberg an der Jagst - Liste der Naturdenkmale in Kirchberg an der Murr - Liste der Naturdenkmale in Kirchdorf an der Iller - Liste der Naturdenkmale in Kirchentellinsfurt - Liste der Naturdenkmale in Kirchheim am Neckar - Liste der Naturdenkmale in Kirchheim am Ries - Liste der Naturdenkmale in Kirchheim unter Teck - Liste der Naturdenkmale in Kirchzarten - Liste der Naturdenkmale in Kißlegg - Liste der Naturdenkmale in Kleines Wiesental - Liste der Naturdenkmale in Klettgau | - Liste der Naturdenkmale in Knittlingen - Liste der Naturdenkmale in Kohlberg - Liste der Naturdenkmale in Kolbingen - Liste der Naturdenkmale in Köngen - Liste der Naturdenkmale in Königheim - Liste der Naturdenkmale in Königsbach-Stein - Liste der Naturdenkmale in Königsbronn - Liste der Naturdenkmale in Königseggwald - Liste der Naturdenkmale in Königsfeld im Schwarzwald - Liste der Naturdenkmale in Königsheim - Liste der Naturdenkmale in Konstanz - Liste der Naturdenkmale in Korb - Liste der Naturdenkmale in Korntal-Münchingen - Liste der Naturdenkmale in Kornwestheim - Liste der Naturdenkmale in Kraichtal - Liste der Naturdenkmale in Krauchenwies - Liste der Naturdenkmale in Krautheim - Liste der Naturdenkmale in Kreßberg - Liste der Naturdenkmale in Kressbronn am Bodensee - Liste der Naturdenkmale in Kronau - Liste der Naturdenkmale in Kuchen - Liste der Naturdenkmale in Külsheim - Liste der Naturdenkmale in Künzelsau - Liste der Naturdenkmale in Kupferzell - Liste der Naturdenkmale in Kuppenheim - Liste der Naturdenkmale in Kürnbach - Liste der Naturdenkmale in Küssaberg - Liste der Naturdenkmale in Kusterdingen |

#### L
| - Liste der Naturdenkmale in Ladenburg - Liste der Naturdenkmale in Lahr/Schwarzwald - Liste der Naturdenkmale in Laichingen - Liste der Naturdenkmale in Langenargen - Liste der Naturdenkmale in Langenau - Liste der Naturdenkmale in Langenbrettach - Liste der Naturdenkmale in Langenburg - Liste der Naturdenkmale in Langenenslingen - Liste der Naturdenkmale in Lauchheim - Liste der Naturdenkmale in Lauchringen - Liste der Naturdenkmale in Lauda-Königshofen - Liste der Naturdenkmale in Laudenbach - Liste der Naturdenkmale in Lauf - Liste der Naturdenkmale in Laufenburg (Baden) - Liste der Naturdenkmale in Lauffen am Neckar - Liste der Naturdenkmale in Laupheim - Liste der Naturdenkmale in Lautenbach - Liste der Naturdenkmale in Lauterach - Liste der Naturdenkmale in Lauterbach - Liste der Naturdenkmale in Lauterstein - Liste der Naturdenkmale in Lehrensteinsfeld - Liste der Naturdenkmale in Leibertingen - Liste der Naturdenkmale in Leimen - Liste der Naturdenkmale in Leinfelden-Echterdingen | - Liste der Naturdenkmale in Leingarten - Liste der Naturdenkmale in Leinzell - Liste der Naturdenkmale in Lenningen - Liste der Naturdenkmale in Lenzkirch - Liste der Naturdenkmale in Leonberg - Liste der Naturdenkmale in Leutenbach - Liste der Naturdenkmale in Leutkirch im Allgäu - Liste der Naturdenkmale in Lichtenau - Liste der Naturdenkmale in Lichtenstein - Liste der Naturdenkmale in Lichtenwald - Liste der Naturdenkmale in Limbach - Liste der Naturdenkmale in Linkenheim-Hochstetten - Liste der Naturdenkmale in Lobbach - Liste der Naturdenkmale in Löchgau - Liste der Naturdenkmale in Loffenau - Liste der Naturdenkmale in Löffingen - Liste der Naturdenkmale in Lonsee - Liste der Naturdenkmale in Lorch - Liste der Naturdenkmale in Lörrach - Liste der Naturdenkmale in Loßburg - Liste der Naturdenkmale in Lottstetten - Liste der Naturdenkmale in Löwenstein - Liste der Naturdenkmale in Ludwigsburg |

#### M
| - Liste der Naturdenkmale in Magstadt - Liste der Naturdenkmale in Mahlberg - Liste der Naturdenkmale in Mahlstetten - Liste der Naturdenkmale in Mainhardt - Liste der Naturdenkmale in Malsburg-Marzell - Liste der Naturdenkmale in Malsch (Lkr. Karlsruhe) - Liste der Naturdenkmale in Malsch (Rhein-Neckar-Kreis) - Liste der Naturdenkmale in Malterdingen - Liste der Naturdenkmale in Mannheim - Liste der Naturdenkmale in Marbach am Neckar - Liste der Naturdenkmale in March - Liste der Naturdenkmale in Markdorf - Liste der Naturdenkmale in Markgröningen - Liste der Naturdenkmale in Marxzell - Liste der Naturdenkmale in Maselheim - Liste der Naturdenkmale in Massenbachhausen - Liste der Naturdenkmale in Mauer - Liste der Naturdenkmale in Maulbronn - Liste der Naturdenkmale in Maulburg - Liste der Naturdenkmale in Meckenbeuren - Liste der Naturdenkmale in Meckesheim - Liste der Naturdenkmale in Meersburg - Liste der Naturdenkmale in Mehrstetten - Liste der Naturdenkmale in Meißenheim - Liste der Naturdenkmale in Mengen - Liste der Naturdenkmale in Merdingen - Liste der Naturdenkmale in Merklingen - Liste der Naturdenkmale in Merzhausen - Liste der Naturdenkmale in Meßkirch - Liste der Naturdenkmale in Meßstetten - Liste der Naturdenkmale in Metzingen - Liste der Naturdenkmale in Michelbach an der Bilz - Liste der Naturdenkmale in Michelfeld | - Liste der Naturdenkmale in Mietingen - Liste der Naturdenkmale in Mittelbiberach - Liste der Naturdenkmale in Möckmühl - Liste der Naturdenkmale in Mögglingen - Liste der Naturdenkmale in Möglingen - Liste der Naturdenkmale in Mönchweiler - Liste der Naturdenkmale in Mönsheim - Liste der Naturdenkmale in Moos - Liste der Naturdenkmale in Moosburg - Liste der Naturdenkmale in Mosbach - Liste der Naturdenkmale in Mössingen - Liste der Naturdenkmale in Mötzingen - Liste der Naturdenkmale in Mudau - Liste der Naturdenkmale in Muggensturm - Liste der Naturdenkmale in Mühlacker - Liste der Naturdenkmale in Mühlenbach - Liste der Naturdenkmale in Mühlhausen (Kraichgau) - Liste der Naturdenkmale in Mühlhausen im Täle - Liste der Naturdenkmale in Mühlhausen-Ehingen - Liste der Naturdenkmale in Mühlheim an der Donau - Liste der Naturdenkmale in Mühlingen - Liste der Naturdenkmale in Mulfingen - Liste der Naturdenkmale in Müllheim im Markgräflerland - Liste der Naturdenkmale in Mundelsheim - Liste der Naturdenkmale in Munderkingen - Liste der Naturdenkmale in Münsingen - Liste der Naturdenkmale im Gutsbezirk Münsingen (gmdfr. Gebiet) - Liste der Naturdenkmale in Münstertal/Schwarzwald - Liste der Naturdenkmale in Murg - Liste der Naturdenkmale in Murr - Liste der Naturdenkmale in Murrhardt - Liste der Naturdenkmale in Mutlangen |

#### N
| - Liste der Naturdenkmale in Nagold - Liste der Naturdenkmale in Nattheim - Liste der Naturdenkmale in Neckarbischofsheim - Liste der Naturdenkmale in Neckargemünd - Liste der Naturdenkmale in Neckargerach - Liste der Naturdenkmale in Neckarsulm - Liste der Naturdenkmale in Neckartailfingen - Liste der Naturdenkmale in Neckartenzlingen - Liste der Naturdenkmale in Neckarwestheim - Liste der Naturdenkmale in Neckarzimmern - Liste der Naturdenkmale in Neenstetten - Liste der Naturdenkmale in Nehren - Liste der Naturdenkmale in Neidenstein - Liste der Naturdenkmale in Neidlingen - Liste der Naturdenkmale in Nellingen - Liste der Naturdenkmale in Nerenstetten - Liste der Naturdenkmale in Neresheim - Liste der Naturdenkmale in Neubulach - Liste der Naturdenkmale in Neudenau - Liste der Naturdenkmale in Neuenbürg - Liste der Naturdenkmale in Neuenburg am Rhein - Liste der Naturdenkmale in Neuenstadt am Kocher - Liste der Naturdenkmale in Neuenstein - Liste der Naturdenkmale in Neuffen | - Liste der Naturdenkmale in Neufra - Liste der Naturdenkmale in Neuhausen (Enzkreis) - Liste der Naturdenkmale in Neuhausen auf den Fildern - Liste der Naturdenkmale in Neuhausen ob Eck - Liste der Naturdenkmale in Neukirch - Liste der Naturdenkmale in Neuler - Liste der Naturdenkmale in Neulingen - Liste der Naturdenkmale in Neulußheim - Liste der Naturdenkmale in Neunkirchen - Liste der Naturdenkmale in Neuried - Liste der Naturdenkmale in Neustetten - Liste der Naturdenkmale in Neuweiler - Liste der Naturdenkmale in Niedereschach - Liste der Naturdenkmale in Niedernhall - Liste der Naturdenkmale in Niederstetten - Liste der Naturdenkmale in Niederstotzingen - Liste der Naturdenkmale in Niefern-Öschelbronn - Liste der Naturdenkmale in Nordheim - Liste der Naturdenkmale in Nordrach - Liste der Naturdenkmale in Notzingen - Liste der Naturdenkmale in Nufringen - Liste der Naturdenkmale in Nürtingen - Liste der Naturdenkmale in Nusplingen - Liste der Naturdenkmale in Nußloch |

#### O
| - Liste der Naturdenkmale in Oberboihingen - Liste der Naturdenkmale in Oberderdingen - Liste der Naturdenkmale in Oberdischingen - Liste der Naturdenkmale in Obergröningen - Liste der Naturdenkmale in Oberharmersbach - Liste der Naturdenkmale in Oberhausen-Rheinhausen - Liste der Naturdenkmale in Oberkirch - Liste der Naturdenkmale in Oberkochen - Liste der Naturdenkmale in Obermarchtal - Liste der Naturdenkmale in Oberndorf am Neckar - Liste der Naturdenkmale in Obernheim - Liste der Naturdenkmale in Oberreichenbach - Liste der Naturdenkmale in Oberried - Liste der Naturdenkmale in Oberriexingen - Liste der Naturdenkmale in Oberrot - Liste der Naturdenkmale in Obersontheim - Liste der Naturdenkmale in Oberstadion - Liste der Naturdenkmale in Oberstenfeld - Liste der Naturdenkmale in Obersulm - Liste der Naturdenkmale in Oberteuringen - Liste der Naturdenkmale in Oberwolfach - Liste der Naturdenkmale in Obrigheim - Liste der Naturdenkmale in Ochsenhausen - Liste der Naturdenkmale in Oedheim - Liste der Naturdenkmale in Offenau - Liste der Naturdenkmale in Offenburg | - Liste der Naturdenkmale in Ofterdingen - Liste der Naturdenkmale in Oftersheim - Liste der Naturdenkmale in Oggelshausen - Liste der Naturdenkmale in Ohlsbach - Liste der Naturdenkmale in Ohmden - Liste der Naturdenkmale in Öhningen - Liste der Naturdenkmale in Öhringen - Liste der Naturdenkmale in Ölbronn-Dürrn - Liste der Naturdenkmale in Öllingen - Liste der Naturdenkmale in Öpfingen - Liste der Naturdenkmale in Oppenau - Liste der Naturdenkmale in Oppenweiler - Liste der Naturdenkmale in Orsingen-Nenzingen - Liste der Naturdenkmale in Ortenberg - Liste der Naturdenkmale in Ostelsheim - Liste der Naturdenkmale in Osterburken - Liste der Naturdenkmale in Ostfildern - Liste der Naturdenkmale in Ostrach - Liste der Naturdenkmale in Östringen - Liste der Naturdenkmale in Ötigheim - Liste der Naturdenkmale in Ötisheim - Liste der Naturdenkmale in Ottenbach - Liste der Naturdenkmale in Ottenhöfen im Schwarzwald - Liste der Naturdenkmale in Ottersweier - Liste der Naturdenkmale in Owen - Liste der Naturdenkmale in Owingen |

#### P
| - Liste der Naturdenkmale in Pfaffenhofen - Liste der Naturdenkmale in Pfaffenweiler - Liste der Naturdenkmale in Pfalzgrafenweiler - Liste der Naturdenkmale in Pfedelbach - Liste der Naturdenkmale in Pfinztal - Liste der Naturdenkmale in Pforzheim - Liste der Naturdenkmale in Pfronstetten - Liste der Naturdenkmale in Pfullendorf | - Liste der Naturdenkmale in Pfullingen - Liste der Naturdenkmale in Philippsburg - Liste der Naturdenkmale in Plankstadt - Liste der Naturdenkmale in Pleidelsheim - Liste der Naturdenkmale in Pliezhausen - Liste der Naturdenkmale in Plochingen - Liste der Naturdenkmale in Plüderhausen |

#### R
| - Liste der Naturdenkmale in Radolfzell am Bodensee - Liste der Naturdenkmale in Rainau - Liste der Naturdenkmale in Rammingen - Liste der Naturdenkmale in Rangendingen - Liste der Naturdenkmale in Rastatt - Liste der Naturdenkmale in Ratshausen - Liste der Naturdenkmale in Rauenberg - Liste der Naturdenkmale in Ravensburg - Liste der Naturdenkmale in Ravenstein - Liste der Naturdenkmale in Rechberghausen - Liste der Naturdenkmale in Rechtenstein - Liste der Naturdenkmale in Reichartshausen - Liste der Naturdenkmale in Reichenau - Liste der Naturdenkmale in Reichenbach an der Fils - Liste der Naturdenkmale in Reichenbach am Heuberg - Liste der Naturdenkmale in Reilingen - Liste der Naturdenkmale in Remchingen - Liste der Naturdenkmale in Remseck am Neckar - Liste der Naturdenkmale in Remshalden - Liste der Naturdenkmale in Renchen - Liste der Naturdenkmale in Renningen - Liste der Naturdenkmale in Renquishausen - Liste der Naturdenkmale in Reute - Liste der Naturdenkmale in Reutlingen - Liste der Naturdenkmale in Rheinau - Liste der Naturdenkmale in Rheinau (gemdfr. Gebiet) - Liste der Naturdenkmale in Rheinfelden (Baden) - Liste der Naturdenkmale in Rheinhausen | - Liste der Naturdenkmale in Rheinmünster - Liste der Naturdenkmale in Rheinstetten - Liste der Naturdenkmale in Rickenbach - Liste der Naturdenkmale in Riederich - Liste der Naturdenkmale in Riedhausen - Liste der Naturdenkmale in Riedlingen - Liste der Naturdenkmale in Riegel am Kaiserstuhl - Liste der Naturdenkmale in Rielasingen-Worblingen - Liste der Naturdenkmale in Riesbürg - Liste der Naturdenkmale in Rietheim-Weilheim - Liste der Naturdenkmale in Ringsheim - Liste der Naturdenkmale in Rohrdorf - Liste der Naturdenkmale in Roigheim - Liste der Naturdenkmale in Römerstein - Liste der Naturdenkmale in Rosenberg (Baden) - Liste der Naturdenkmale in Rosenberg (Württemberg) - Liste der Naturdenkmale in Rosenfeld - Liste der Naturdenkmale in Rosengarten - Liste der Naturdenkmale in Rot am See - Liste der Naturdenkmale in Rot an der Rot - Liste der Naturdenkmale in Rottenacker - Liste der Naturdenkmale in Rottenburg am Neckar - Liste der Naturdenkmale in Rottweil - Liste der Naturdenkmale in Rudersberg - Liste der Naturdenkmale in Rümmingen - Liste der Naturdenkmale in Ruppertshofen - Liste der Naturdenkmale in Rust - Liste der Naturdenkmale in Rutesheim |

#### S
| - Liste der Naturdenkmale in Sachsenheim - Liste der Naturdenkmale in Salach - Liste der Naturdenkmale in Salem - Liste der Naturdenkmale in Sandhausen - Liste der Naturdenkmale in Sasbach (Ortenau) - Liste der Naturdenkmale in Sasbach am Kaiserstuhl - Liste der Naturdenkmale in Sasbachwalden - Liste der Naturdenkmale in Satteldorf - Liste der Naturdenkmale in Sauldorf - Liste der Naturdenkmale in Schallbach - Liste der Naturdenkmale in Schallstadt - Liste der Naturdenkmale in Schechingen - Liste der Naturdenkmale in Scheer - Liste der Naturdenkmale in Schefflenz - Liste der Naturdenkmale in Schelklingen - Liste der Naturdenkmale in Schemmerhofen - Liste der Naturdenkmale in Schenkenzell - Liste der Naturdenkmale in Schiltach - Liste der Naturdenkmale in Schlaitdorf - Liste der Naturdenkmale in Schlat - Liste der Naturdenkmale in Schliengen - Liste der Naturdenkmale in Schlier - Liste der Naturdenkmale in Schlierbach - Liste der Naturdenkmale in Schluchsee - Liste der Naturdenkmale in Schnürpflingen - Liste der Naturdenkmale in Schömberg (Zollernalbkreis) - Liste der Naturdenkmale in Schömberg (Lkr. Calw) - Liste der Naturdenkmale in Schonach im Schwarzwald - Liste der Naturdenkmale in Schönaich - Liste der Naturdenkmale in Schönau (Odenwald) - Liste der Naturdenkmale in Schönau im Schwarzwald - Liste der Naturdenkmale in Schönbrunn - Liste der Naturdenkmale in Schönenberg - Liste der Naturdenkmale in Schöntal - Liste der Naturdenkmale in Schönwald im Schwarzwald - Liste der Naturdenkmale in Schopfheim - Liste der Naturdenkmale in Schopfloch - Liste der Naturdenkmale in Schorndorf - Liste der Naturdenkmale in Schramberg - Liste der Naturdenkmale in Schriesheim - Liste der Naturdenkmale in Schrozberg - Liste der Naturdenkmale in Schuttertal - Liste der Naturdenkmale in Schutterwald - Liste der Naturdenkmale in Schwäbisch Gmünd - Liste der Naturdenkmale in Schwäbisch Hall - Liste der Naturdenkmale in Schwaigern - Liste der Naturdenkmale in Schwaikheim - Liste der Naturdenkmale in Schwanau - Liste der Naturdenkmale in Schwarzach - Liste der Naturdenkmale in Schwendi - Liste der Naturdenkmale in Schwenningen - Liste der Naturdenkmale in Schwetzingen - Liste der Naturdenkmale in Schwieberdingen - Liste der Naturdenkmale in Schwörstadt - Liste der Naturdenkmale in Seckach - Liste der Naturdenkmale in Seebach - Liste der Naturdenkmale in Seekirch - Liste der Naturdenkmale in Seelbach | - Liste der Naturdenkmale in Seewald - Liste der Naturdenkmale in Seitingen-Oberflacht - Liste der Naturdenkmale in Sersheim - Liste der Naturdenkmale in Setzingen - Liste der Naturdenkmale in Sexau - Liste der Naturdenkmale in Siegelsbach - Liste der Naturdenkmale in Sigmaringen - Liste der Naturdenkmale in Sigmaringendorf - Liste der Naturdenkmale in Simmersfeld - Liste der Naturdenkmale in Simmozheim - Liste der Naturdenkmale in Simonswald - Liste der Naturdenkmale in Sindelfingen - Liste der Naturdenkmale in Singen (Hohentwiel) - Liste der Naturdenkmale in Sinsheim - Liste der Naturdenkmale in Sinzheim - Liste der Naturdenkmale in Sipplingen - Liste der Naturdenkmale in Sölden - Liste der Naturdenkmale in Sonnenbühl - Liste der Naturdenkmale in Sontheim an der Brenz - Liste der Naturdenkmale in Spaichingen - Liste der Naturdenkmale in Spechbach - Liste der Naturdenkmale in Spiegelberg - Liste der Naturdenkmale in Spraitbach - Liste der Naturdenkmale in St. Blasien - Liste der Naturdenkmale in St. Georgen im Schwarzwald - Liste der Naturdenkmale in St. Johann - Liste der Naturdenkmale in St. Leon-Rot - Liste der Naturdenkmale in St. Märgen - Liste der Naturdenkmale in St. Peter - Liste der Naturdenkmale in Staig - Liste der Naturdenkmale in Starzach - Liste der Naturdenkmale in Staufen im Breisgau - Liste der Naturdenkmale in Stegen - Liste der Naturdenkmale in Steinach - Liste der Naturdenkmale in Steinen - Liste der Naturdenkmale in Steinenbronn - Liste der Naturdenkmale in Steinhausen an der Rottum - Liste der Naturdenkmale in Steinheim am Albuch - Liste der Naturdenkmale in Steinheim an der Murr - Liste der Naturdenkmale in Steinmauern - Liste der Naturdenkmale in Steißlingen - Liste der Naturdenkmale in Sternenfels - Liste der Naturdenkmale in Stetten (Bodenseekreis) - Liste der Naturdenkmale in Stetten am kalten Markt - Liste der Naturdenkmale in Stimpfach - Liste der Naturdenkmale in Stockach - Liste der Naturdenkmale in Stödtlen - Liste der Naturdenkmale in Straßberg - Liste der Naturdenkmale in Straubenhardt - Liste der Naturdenkmale in Stühlingen - Liste der Naturdenkmale in Stutensee - Liste der Naturdenkmale in Stuttgart - Liste der Naturdenkmale in Sulz am Neckar - Liste der Naturdenkmale in Sulzbach an der Murr - Liste der Naturdenkmale in Sulzbach-Laufen - Liste der Naturdenkmale in Sulzburg - Liste der Naturdenkmale in Sulzfeld - Liste der Naturdenkmale in Süßen |

#### T
| - Liste der Naturdenkmale in Täferrot - Liste der Naturdenkmale in Talheim (Lkr. Heilbronn) - Liste der Naturdenkmale in Talheim (Lkr. Tuttlingen) - Liste der Naturdenkmale in Tamm - Liste der Naturdenkmale in Tannhausen - Liste der Naturdenkmale in Tannheim - Liste der Naturdenkmale in Tauberbischofsheim - Liste der Naturdenkmale in Tengen - Liste der Naturdenkmale in Teningen - Liste der Naturdenkmale in Tettnang - Liste der Naturdenkmale in Tiefenbach | - Liste der Naturdenkmale in Tiefenbronn - Liste der Naturdenkmale in Titisee-Neustadt - Liste der Naturdenkmale in Todtmoos - Liste der Naturdenkmale in Todtnau - Liste der Naturdenkmale in Triberg im Schwarzwald - Liste der Naturdenkmale in Trochtelfingen - Liste der Naturdenkmale in Trossingen - Liste der Naturdenkmale in Tübingen - Liste der Naturdenkmale in Tunau - Liste der Naturdenkmale in Tuningen - Liste der Naturdenkmale in Tuttlingen |

#### U
| - Liste der Naturdenkmale in Überlingen - Liste der Naturdenkmale in Ubstadt-Weiher - Liste der Naturdenkmale in Uhingen - Liste der Naturdenkmale in Uhldingen-Mühlhofen - Liste der Naturdenkmale in Ühlingen-Birkendorf - Liste der Naturdenkmale in Ulm - Liste der Naturdenkmale in Umkirch - Liste der Naturdenkmale in Ummendorf - Liste der Naturdenkmale in Unlingen - Liste der Naturdenkmale in Untereisesheim - Liste der Naturdenkmale in Unterensingen - Liste der Naturdenkmale in Untergruppenbach | - Liste der Naturdenkmale in Unterkirnach - Liste der Naturdenkmale in Untermarchtal - Liste der Naturdenkmale in Untermünkheim - Liste der Naturdenkmale in Unterreichenbach - Liste der Naturdenkmale in Unterschneidheim - Liste der Naturdenkmale in Unterstadion - Liste der Naturdenkmale in Unterwachingen - Liste der Naturdenkmale in Unterwaldhausen - Liste der Naturdenkmale in Urbach - Liste der Naturdenkmale in Uttenweiler - Liste der Naturdenkmale in Utzenfeld |

#### V
| - Liste der Naturdenkmale in Vaihingen an der Enz - Liste der Naturdenkmale in Vellberg - Liste der Naturdenkmale in Veringenstadt - Liste der Naturdenkmale in Villingendorf - Liste der Naturdenkmale in Villingen-Schwenningen - Liste der Naturdenkmale in Vogt | - Liste der Naturdenkmale in Vogtsburg im Kaiserstuhl - Liste der Naturdenkmale in Vöhrenbach - Liste der Naturdenkmale in Vöhringen - Liste der Naturdenkmale in Volkertshausen - Liste der Naturdenkmale in Vörstetten |

#### W
| - Liste der Naturdenkmale in Waghäusel - Liste der Naturdenkmale in Waiblingen - Liste der Naturdenkmale in Waibstadt - Liste der Naturdenkmale in Wain - Liste der Naturdenkmale in Wald - Liste der Naturdenkmale in Waldachtal - Liste der Naturdenkmale in Waldbronn - Liste der Naturdenkmale in Waldbrunn - Liste der Naturdenkmale in Waldburg - Liste der Naturdenkmale in Walddorfhäslach - Liste der Naturdenkmale in Waldenbuch - Liste der Naturdenkmale in Waldenburg - Liste der Naturdenkmale in Waldkirch - Liste der Naturdenkmale in Waldshut-Tiengen - Liste der Naturdenkmale in Waldstetten - Liste der Naturdenkmale in Walheim - Liste der Naturdenkmale in Walldorf - Liste der Naturdenkmale in Walldürn - Liste der Naturdenkmale in Wallhausen - Liste der Naturdenkmale in Walzbachtal - Liste der Naturdenkmale in Wangen (b. Göppingen) - Liste der Naturdenkmale in Wangen im Allgäu - Liste der Naturdenkmale in Wannweil - Liste der Naturdenkmale in Warthausen - Liste der Naturdenkmale in Wäschenbeuren - Liste der Naturdenkmale in Wehingen - Liste der Naturdenkmale in Wehr - Liste der Naturdenkmale in Weidenstetten - Liste der Naturdenkmale in Weikersheim - Liste der Naturdenkmale in Weil am Rhein - Liste der Naturdenkmale in Weil der Stadt - Liste der Naturdenkmale in Weil im Schönbuch - Liste der Naturdenkmale in Weilen unter den Rinnen - Liste der Naturdenkmale in Weilheim (Baden) - Liste der Naturdenkmale in Weilheim an der Teck - Liste der Naturdenkmale in Weingarten (Baden) - Liste der Naturdenkmale in Weingarten - Liste der Naturdenkmale in Weinheim - Liste der Naturdenkmale in Weinsberg - Liste der Naturdenkmale in Weinstadt - Liste der Naturdenkmale in Weisenbach - Liste der Naturdenkmale in Weissach (Lkr. Böblingen) - Liste der Naturdenkmale in Weissach im Tal | - Liste der Naturdenkmale in Weißbach - Liste der Naturdenkmale in Weisweil - Liste der Naturdenkmale in Wellendingen - Liste der Naturdenkmale in Welzheim - Liste der Naturdenkmale in Wembach - Liste der Naturdenkmale in Wendlingen am Neckar - Liste der Naturdenkmale in Wernau (Neckar) - Liste der Naturdenkmale in Werbach - Liste der Naturdenkmale in Wertheim - Liste der Naturdenkmale in Westerheim - Liste der Naturdenkmale in Westerstetten - Liste der Naturdenkmale in Westhausen - Liste der Naturdenkmale in Widdern - Liste der Naturdenkmale in Wieden - Liste der Naturdenkmale in Wiernsheim - Liste der Naturdenkmale in Wiesenbach - Liste der Naturdenkmale in Wiesensteig - Liste der Naturdenkmale in Wiesloch - Liste der Naturdenkmale in Wildberg - Liste der Naturdenkmale in Wilhelmsdorf - Liste der Naturdenkmale in Wilhelmsfeld - Liste der Naturdenkmale in Willstätt - Liste der Naturdenkmale in Wimsheim - Liste der Naturdenkmale in Winden im Elztal - Liste der Naturdenkmale in Winnenden - Liste der Naturdenkmale in Winterbach - Liste der Naturdenkmale in Winterlingen - Liste der Naturdenkmale in Wittighausen - Liste der Naturdenkmale in Wittlingen - Liste der Naturdenkmale in Wittnau - Liste der Naturdenkmale in Wolfach - Liste der Naturdenkmale in Wolfegg - Liste der Naturdenkmale in Wolfschlugen - Liste der Naturdenkmale in Wolpertshausen - Liste der Naturdenkmale in Wolpertswende - Liste der Naturdenkmale in Wörnersberg - Liste der Naturdenkmale in Wört - Liste der Naturdenkmale in Wurmberg - Liste der Naturdenkmale in Wurmlingen - Liste der Naturdenkmale in Wüstenrot - Liste der Naturdenkmale in Wutach - Liste der Naturdenkmale in Wutöschingen - Liste der Naturdenkmale in Wyhl am Kaiserstuhl |

#### Z
| - Liste der Naturdenkmale in Zaberfeld - Liste der Naturdenkmale in Zaisenhausen - Liste der Naturdenkmale in Zell am Harmersbach - Liste der Naturdenkmale in Zell im Wiesental - Liste der Naturdenkmale in Zell unter Aichelberg - Liste der Naturdenkmale in Zimmern ob Rottweil | - Liste der Naturdenkmale in Zimmern unter der Burg - Liste der Naturdenkmale in Zuzenhausen - Liste der Naturdenkmale in Zweiflingen - Liste der Naturdenkmale in Zwiefalten - Liste der Naturdenkmale in Zwingenberg |